# Scuola Canton
La Scuola Canton, o Scola Canton, rappresenta un antico luogo di culto ebraico a Venezia che risale al XVI secolo.

## Storia

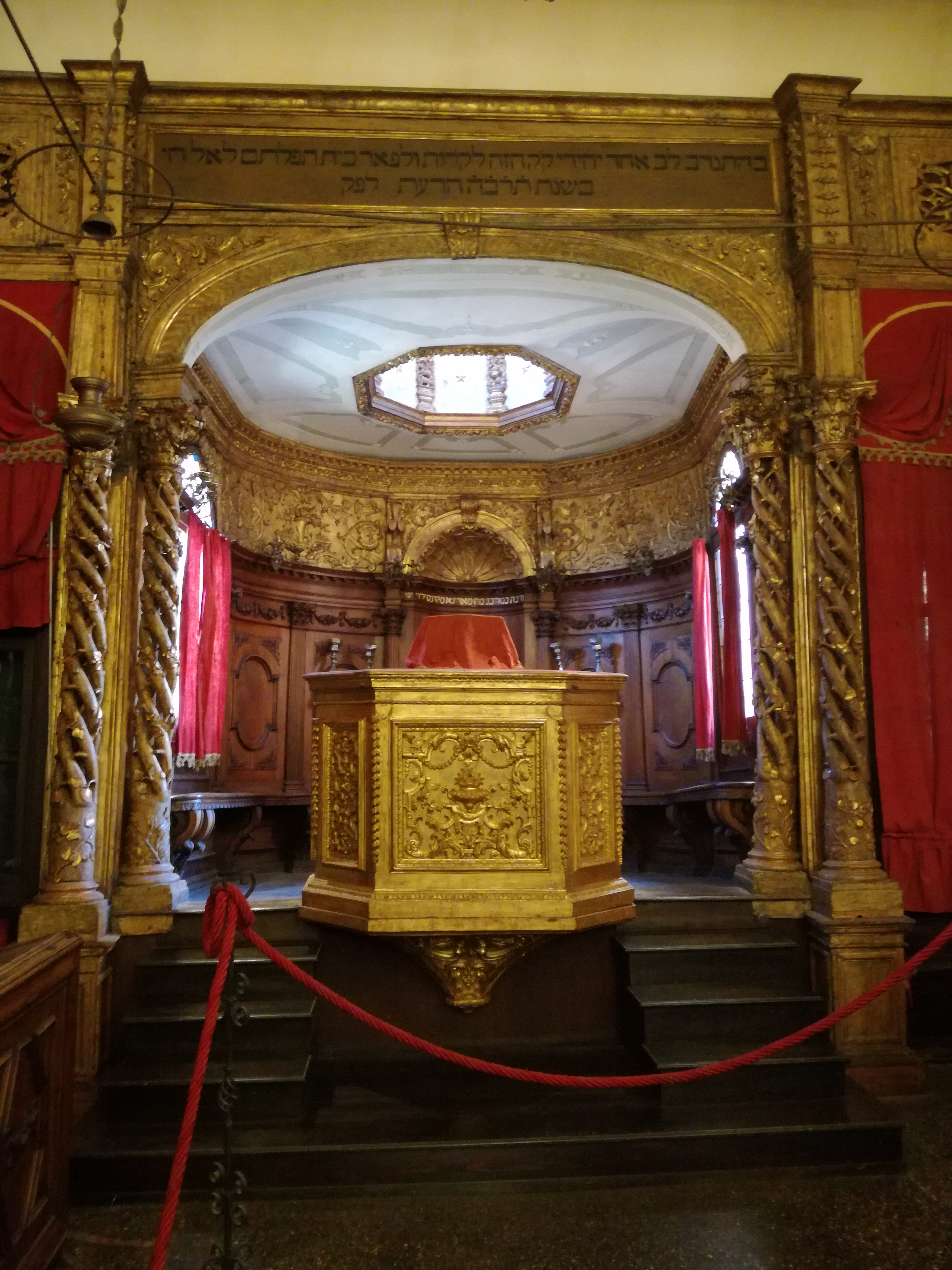
Bimah

La sinagoga fu la seconda di Venezia, e venne fondata tra il 1531 e il 1532. Col passare dei secoli subì notevoli modifiche strutturali, in particolare nel periodo barocco, durante il quale assunse l'aspetto recente.

## Descrizione
Questa e le altre sinagoghe caratterizzano il ghetto veneziano ma la loro presenza è discreta perché difficilmente sono riconoscibili dall'esterno, mimetizzandosi con gli altri edifici. Solo entrando mostrano la ricchezza di quanto conservano.
La Scola si trova nel sestiere di Cannaregio, affacciata sul Campo del Ghetto Novo, a Venezia.
La sala della sinagoga è estremamente raffinata e conserva otto preziosi otto pannelli in legno che rappresentano altrettanti significativi momenti biblici come Il passaggio del Mar Rosso, l'Altare dei Sacrifici, la Manna ed altri.
Costruita pochi anni dopo la Scuola Grande Tedesca, ne imitò inizialmente la struttura poi la sala venne modificata sino ad assumere le forme più tradizionali, con pianta rettangolare, Bimah e Aron haQodesh disposti specularmente sulle pareti minori e le panche disposte lungo le pareti più estese. Il matroneo si trova al piano superiore ed è stato completato nel 1736.